# Marie Trélat
Pour les articles homonymes, voir Trélat et Molinos.
Marie Trélat née Anne Marie Renée Molinos le 17 avril 1834 à Paris et morte dans la même ville le 2 mars 1914 est une chanteuse lyrique mezzo-soprano et une salonnière française.

## Biographie
Anne Marie Renée Molinos est la troisième enfant d'Auguste Isidore Molinos (1790-1848), architecte, et de son épouse Loïs Renoult (née en 1800), chanteuse amatrice, élève de Rossini. Elle est précédée par son frère aîné Paul Jacques Auguste Molinos (né en 1818), puis par Léon Isidore Molinos (1828-1914), ingénieur civil, président et administrateur de sociétés, maître de forges et armateur.
Elle voit le jour le 17 avril 1834 à Paris (née « Louise Anne Marie René » selon plusieurs actes d'état civil,,) et meurt quelques mois avant Léon. Salonnière et cantatrice amatrice, mezzo-soprano, elle épouse le 12 août 1857 le docteur Ulysse Trélat (1828-1890), chirurgien de Napoléon III,. Ils auront ensemble deux enfants, dont Marcel Trélat, président de la Compagnie des chemins de fer Bône-Guelma en 1907.
Le couple vit au 6, rue de Seine à Paris où ils reçoivent le tout Paris de l'époque, ce sont les fameux « vendredis » où l'on pouvait y rencontrer : Charles Wilfrid de Bériot, Georges Bizet, Léo Delibes, Camille Saint-Saëns, Gabriel Fauré, qui appréciait son excellente technique et sa sensibilité ; Ernest Reyer, Jules Massenet, Charles Gounod, Henri Duparc, ainsi que Ernest Renan, Sully Prudhomme, José Maria de Hérédia, Jean-Jacques Henner, Léon Bonnat, Carolus-Duran, sans oublier Jean Béraud qui lui a peint à l'encre de chine, gouache et aquarelle, et dédié, un grand éventail, représentant une jeune femme jouant de la lyre, faisant face à un peintre, tous les deux entourés d'animaux sauvages, et signé à l'or,.
Marie Trélat s'impose comme l'une des principales figures du chant dans la seconde moitié du XIXe siècle. Elle excelle particulièrement comme interprète dans le genre de la mélodie, est une professeure recherchée et influence des compositeurs tels Bizet, Fauré, Franck, Gounod, Lalo, Saint-Saëns et Widor, qui s'illustrent dans la mélodie et lui dédient des pièces qu'elle chante à la Société nationale de musique,.
En dehors des cours de chants qu’elle donne — Fauré, qui en est un temps l’accompagnateur, lui dédie d’ailleurs Lydia, op. 4 no 2 (1870) — ou des réceptions qu’elle organise, elle se voit aussi dédier Le Mariage des roses (1870) de César Franck, Sérénade d’automne (1871) de Jules Massenet, Rose d’amour (1866) de Bizet, ainsi que sa Berceuse sur un vieil air — qui est le sixième des Chants des Pyrénées (1868).
Le 23 février 1870, Marie Trélat participe au Stabat Mater à 4 voix, soli et chœur avec accompagnement d'orchestre de la vicomtesse Clémence de Grandval en l'église Saint-Eustache de Paris, œuvre redonnée dans la salle du Conservatoire de Paris le 22 avril 1870.
En 1872, elle chante en première audition à la Société nationale de musique deux mélodies, Seule et Lydia, que Fauré lui a dédiée bien que cette chanson porte le prénom de l'élève de Marié Trélat pour laquelle Fauré avait la plus grande admiration. Parmi les nombreuses lettres conservées de Mme Trélat à la Bibliothèque nationale de France, il en est une où elle demande à son élève Anita Eustis d'apporter pour une séance de bel canto chez Fauré le 6 janvier 1887 qui les accompagne au piano, la partie de contralto du quintette de Cosi fan Tutte un duo de Mignon as-tu souffert, as-tu pleuré, un trio de Karl Friedrich Curschmann (1805-1841) pour contralto, ténor et soprano, le duo Henri VIII - Anne de Boleyn dans Henri VIII de Camille Saint-Saëns, ainsi que le 4e recueil des Échos d'Italie où sont les grands ensembles. Lettre dans laquelle elle lui demande de travailler le trio d'Othello : ti parli d'amore.
C'est dès la fin de l'année 1872, et le début de 1873, qu'ont lieu, chez elle, les leçons de chant de Le roi l'a dit de Léo Delibes et Edmond Gondinet avec les  mezzo sopranos Antoinette Révilly et Julia Reine, les basses Joseph Thierry, François Bernard et Jean-Vital Jammes dit Ismaël, les sopranos Marguerite Priola, J.Nadaud , Guillot, Marguerite Chapuy, Thibault et Ganetti et les ténors Barnolt, Paul Lhérie et Charles-Louis Sainte-Foy.

## Concerts
À la Société nationale de musique, Marie Trélat se produit comme chanteuse, notamment :
- 10 février 1872, salons Pleyel, Wolff et Cie à Paris, interprétant[9] :
  - Seule !, mélodie de Gabriel Fauré (poème de Théophile Gautier), « Dans un baiser l'onde au rivage » en mi mineur, op. 3/1 ;
  - Lydia (des Deux mélodies), op. 4/2, mélodie de Gabriel Fauré (poème de Leconte de Lisle) ;
  - Le Doux Appel, mélodie de Charles-Marie Widor (poème de Mme de La Barre), « Ouvre ton cœur, ô jeune fille ».
- 24 février 1872, salons Pleyel, Wolff et Cie à Paris, interprétant[10] :
  - Messe, Benedictus de Clémence de Grandval, avec la compositrice et M. Miquel.
- 4 mai 1872, salons Pleyel, Wolff et Cie à Paris, interprétant[10] :
  - Stabat Mater de Clémence de Grandval, extraits, en compagnie de Marie Isabelle de Caters-Lablache[Note 1], Numa Auguez (baryton) et M. Miquel.
- 18 mai 1872, salons Pleyel, Wolff et Cie à Paris, interprétant[10] :
  - Stabat Mater de Clémence de Grandval, extraits, en compagnie de Marie Isabelle de Caters-Lablache, Numa Auguez et M. Miquel ;
  - Seule !, mélodie de Gabriel Fauré (poème de Théophile Gautier), « Dans un baiser l'onde au rivage » en mi mineur, op. 3/1 ;
  - Lydia (des Deux mélodies), op. 4/2, mélodie de Gabriel Fauré (poème de Leconte de Lisle).
- 7 février 1874, salons Pleyel, Wolff et Cie à Paris, interprétant[11] :
  - Ici bas tous les lilas meurent, mélodie de Charles Lefebvre (poème de Sully Prudhomme) ;
  - Villanelle, mélodie de Charles Lefebvre (Théophile Gautier).
- 7 mars 1874, salons Pleyel, Wolff et Cie à Paris, interprétant[11] :
  - Clair de Lune, mélodie de Camille Saint-Saëns (poème de Catulle Mendès) ;
  - Alla riva del Tebro, madrigal de Camille Saint-Saëns.
- 27 mars 1875, salon neuf (Pleyel) à Paris, en compagnie de Marie Battu (1837-1919), Pablo de Sarasate (1844-1908) au violon, Alfred Louis Guillaume Turban (1847-1896) au violon alto et Camille Saint-Saëns au piano, à l'occasion du 45e concert de la Société nationale de musique[12], interprétant[13] :
  - Credo de Clémence de Grandval, pour trois voix et chœur, avec Marie Battu et Maire.

## Élèves
- Anita Maria Eustis (née en 1863)[Note 2],[14]
- Lydia Eustis (1871-1957)[6]

## Hommages
Benoît Jouvin, dans Le Figaro du 9 juin 1872, écrit à propos de Marie Trélat : « Sa manière de chanter est originale. Sa voix, d'une sonorité voilée, a je ne sais quel timbre pénétrant. La chanteuse trouve des oppositions piquantes dans l'emploi alterné des deux registres de poitrine et de tête. C'est un contralto qui sopranise ».
Pour Gabriel Fauré, « Marie Trélat, est une rare musicienne, elle n'est point une professionnelle du chant, et cependant à l'égale des grandes cantatrices d'une époque disparue, celle du "Bel canto", elle possédait, appuyée sur des principes qui faisaient sa force un art très pur, une conscience très éclairée, une sensibilité profondément émouvante. ».